# Nototriton saslaya
Nototriton saslaya es una especie de salamandras en la familia Plethodontidae.
Es endémica de la Reserva de Bosawás, en Nicaragua.
Su hábitat natural son los montanos húmedos tropicales o subtropicales.